# Alexander Marinesko
Alexander Ivanovich Marinesko (Russo: Александр Иванович Маринеско; Romeno: Alexandru Marinescu; Odessa, 15 de janeiro de 1913 — 25 de novembro, 1963) foi um marinheiro soviético e durante a segunda guerra mundial foi capitão do submarino S-13, que afundou o navio alemão Wilhelm Gustloff, onde entre 8,5 mil e 9,6 mil refugiados alemães morreram, estima-se que em torno de 4 mil crianças estavam entre as vitimas.

## Biografia
Marinesko nasceu em Odessa, sua mãe era ucraniana e seu pai um marinheiro romeno. Treinou na marinha mercante soviética e na esquadra do Mar Negro, sendo posteriormente promovido a um
posto de comando na esquadra do Báltico. 

### Wilhelm Gustloff
O navio Wilhelm Gustloff foi interceptado pelo submarino de Marinesko em 30 de janeiro de 1945 e atingido por três torpedos. Naquela ocasião ele transportava majoritariamente civis que fugiam dos russos no leste. Há diferentes opiniões sobre o seu afundamento, indo desde elogios até acusações de crime de guerra. Os defensores de Marinesko sustentam que o navio estava armado e que não estava corretamente identificado como navio-hospital além de carregar mais de 1 000 militares.
Em 10 de fevereiro o submarino de Alexander Marinesko afundou um segundo navio alemão, o Steuben, que desta vez transportava cerca de 4 267 pessoas, em sua maioria eram militares feridos.
Devido a tonelagem de navios afundados ele tornou-se um dos comandantes de submarinos mais bem-sucedidos da União Soviética e condecorado com a ordem da bandeira vermelha.
Em setembro de 1945, devido aos seus problemas com disciplina e alcoolismo ele foi removido do comando de submarinos.
Foi postumamente condecorado com a medalha de Herói da União Soviética em maio de 1990.